# 恭太后
恭太后（?—?），王氏，名不詳，追尊齊宣帝萧承之的妾室，生萧道度、萧道生
王氏是蕭承之的妾室，王氏的孫子萧鸾自立为帝，追尊祖父萧道生为景皇，生母江氏为懿后，建武四年（497年）八月，追尊祖母王氏为恭太后。